# Make in India
Make in India é uma iniciativa do Governo da Índia para encorajar as empresas a fabricar na Índia e incentivar investimentos dedicados à fabricação.
A abordagem política dessa iniciativa era criar um ambiente propício para investimentos, desenvolver uma infraestrutura moderna e eficiente e abrir novos setores para o capital estrangeiro. A iniciativa teve como alvo 25 setores econômicos para a criação de empregos e aprimoramento de habilidades, e teve como objetivo "transformar a Índia em um centro global de design e manufatura".

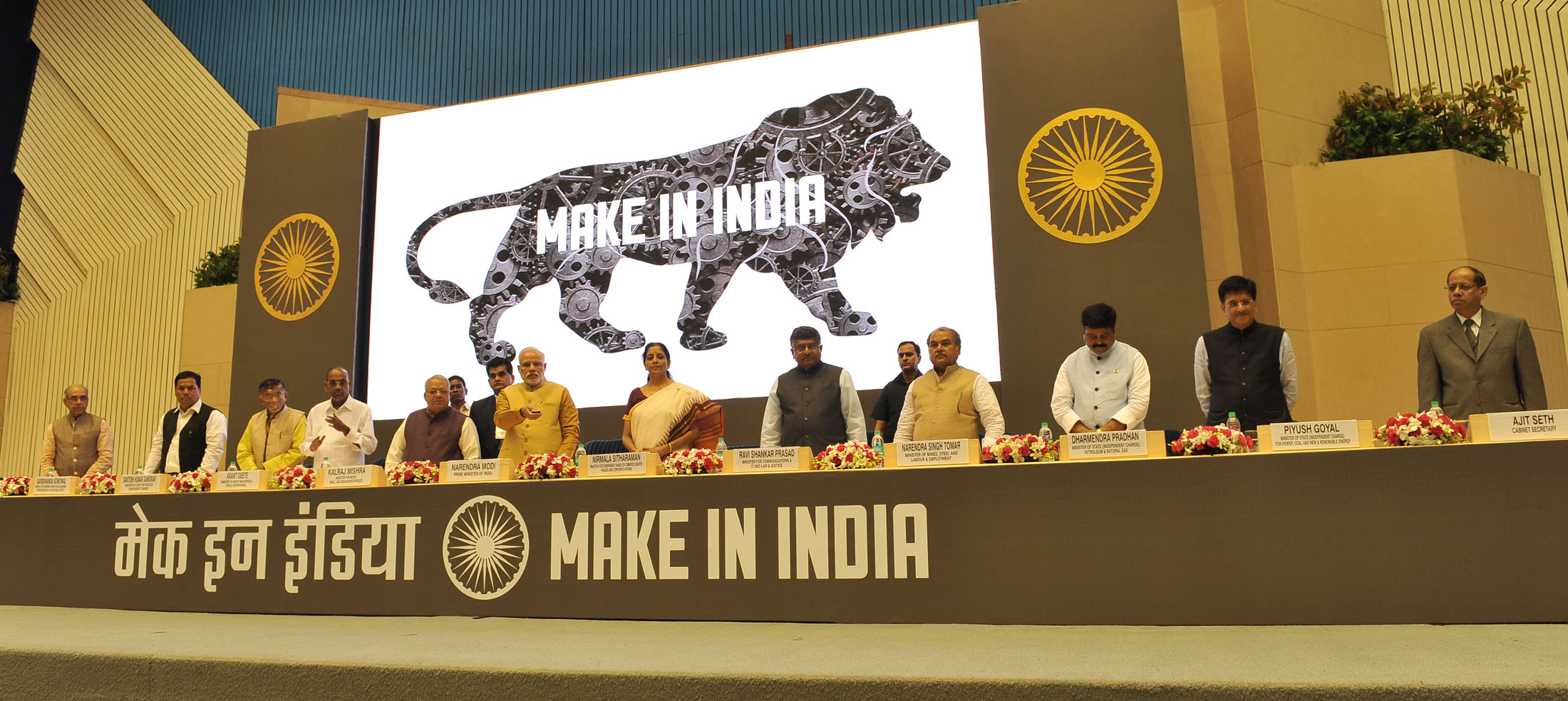
Foto da cerimônia de lançamento da iniciativa Make in India.

A "Make in India" tinha três objetivos declarados:
- aumentar a taxa de crescimento do setor manufatureiro para 12-14% ao ano;
- criar 100 milhões de empregos industriais adicionais na economia até 2022;
- garantir que a contribuição do setor manufatureiro para o PIB aumente para 25% até 2022 (posteriormente revisado para 2025).[4]